# Reg Parnell
Reg Parnell (ur. 2 lipca 1911 w Derby, zm. 7 stycznia 1964 w Derby) – był brytyjskim kierowcą Formuły 1.
Startował w sezonach 1950–1954 za kierownicą samochodów stajni: Scuderia Ambrosiana, Alfa Romeo, Vanwall, BRM i Archie Bryde.

## Wyniki

### Formuła 1
| Legenda oznaczeń w tabelach wyników Wyświetl szablon na nowej stronie | Legenda oznaczeń w tabelach wyników Wyświetl szablon na nowej stronie                                                                     |
| Oznaczenie                                                            | Wyjaśnienie |
| --------------------------------------------------------------------- | --- |
| Złoty                                                                 | Zwycięzca lub mistrzostwo |
| Srebrny                                                               | 2. miejsce lub wicemistrzostwo |
| Brązowy                                                               | 3. miejsce lub II wicemistrzostwo |
| Zielony                                                               | Ukończył, punktował (w klasyfikacji generalnej, gdy zdobył co najmniej jeden punkt na przestrzeni sezonu, poza trzema powyższymi opcjami) |
| Niebieski                                                             | Ukończył, nie punktował (w klasyfikacji generalnej, gdy nie zdobył co najmniej jednego punktu na przestrzeni sezonu)                      |
| Czerwony                                                              | Nie zakwalifikował się (NZ) |
| Czerwony                                                              | Nie prekwalifikował się (NPK) |
| Różowy                                                                | Nie ukończył (NU) |
| Różowy                                                                | Niesklasyfikowany (NS) (w klasyfikacji generalnej, gdy nie został sklasyfikowany w żadnym wyścigu sezonu)                                 |
| Czarny                                                                | Zdyskwalifikowany (DK) |
| Czarny                                                                | Wykluczony (WYK/EX) |
| Biały                                                                 | Nie wystartował (NW) |
| Biały                                                                 | Kontuzjowany (K/INJ) |
| Biały                                                                 | Wyścig odwołany (OD/C) |
| Bez koloru                                                            | Został wycofany (WYC/WD) |
| Bez koloru                                                            | Nie przybył (NP/DNA) |
| Bez koloru                                                            | Nie brał udziału w treningach (NT/DNP) |
| Bez koloru                                                            | Nie został zgłoszony (–) |
| Pogrubienie                                                           | Start z pole position |
| Kursywa                                                               | Najszybsze okrążenie wyścigu |
| †                                                                     | Nie ukończył, ale jego rezultat został zaliczony ze względu na przejechanie więcej niż 90% dystansu wyścigu.                              |
| *                                                                     | Sezon w trakcie |
| 1/2/3                                                                 | Punktowana pozycja w sprincie kwalifikacyjnym                                                                                             |
| Lista systemów punktacji Formuły 1                                    | |

| Rok  | Zespół              | Samochód       | Wyniki w poszczególnych eliminacjach | Wyniki w poszczególnych eliminacjach | Wyniki w poszczególnych eliminacjach | Wyniki w poszczególnych eliminacjach | Wyniki w poszczególnych eliminacjach | Wyniki w poszczególnych eliminacjach | Wyniki w poszczególnych eliminacjach | Wyniki w poszczególnych eliminacjach | Wyniki w poszczególnych eliminacjach | Pkt. | Msc. |
| ---- | ------------------- | -------------- | ------------------------------------ | ------------------------------------ | ------------------------------------ | ------------------------------------ | ------------------------------------ | ------------------------------------ | ------------------------------------ | ------------------------------------ | ------------------------------------ | ---- | ---- |
| 1950 |                     |                | GBR                                  | MCO                                  | USA                                  | SUI                                  | BEL                                  | FRA                                  | ITA                                  |                                      |                                      | 4    | 11   |
| 1950 | Alfa Romeo          | Alfa Romeo 158 | 3                                    | –                                    | –                                    | –                                    | –                                    | –                                    | –                                    |                                      |                                      | 4    | 11   |
| 1950 | Scuderia Ambrosiana | Maserati 4CLT  | –                                    | –                                    | –                                    | NP                                   | –                                    | NU                                   | NP                                   |                                      |                                      | 4    | 11   |
| 1951 |                     |                | SUI                                  | USA                                  | BEL                                  | FRA                                  | GBR                                  | DEU                                  | ITA                                  | ESP                                  |                                      | 5    | 10   |
| 1951 | G.A. Vandervell     | Ferrari 375    | –                                    | –                                    | NP                                   | 4                                    | –                                    | –                                    | –                                    | –                                    |                                      | 5    | 10   |
| 1951 | BRM Ltd.            | BRM P15        | –                                    | –                                    | –                                    | –                                    | 5                                    | –                                    | NW                                   | NP                                   |                                      | 5    | 10   |
| 1952 | A.H.M. Bryde        | Cooper T20     | SUI                                  | USA                                  | BEL                                  | FRA                                  | GBR                                  | DEU                                  | NED                                  | ITA                                  |                                      | 0    | NS   |
| 1952 | A.H.M. Bryde        | Cooper T20     | –                                    | –                                    | –                                    | –                                    | 7                                    | –                                    | –                                    | –                                    |                                      | 0    | NS   |
| 1954 | Scuderia Ambrosiana | Ferrari 500    | ARG                                  | USA                                  | BEL                                  | FRA                                  | GBR                                  | DEU                                  | SUI                                  | ITA                                  | ESP                                  | 0    | NS   |
| 1954 | Scuderia Ambrosiana | Ferrari 500    | –                                    | –                                    | –                                    | –                                    | NU                                   | –                                    | –                                    | –                                    | –                                    | 0    | NS   |